# 梅根

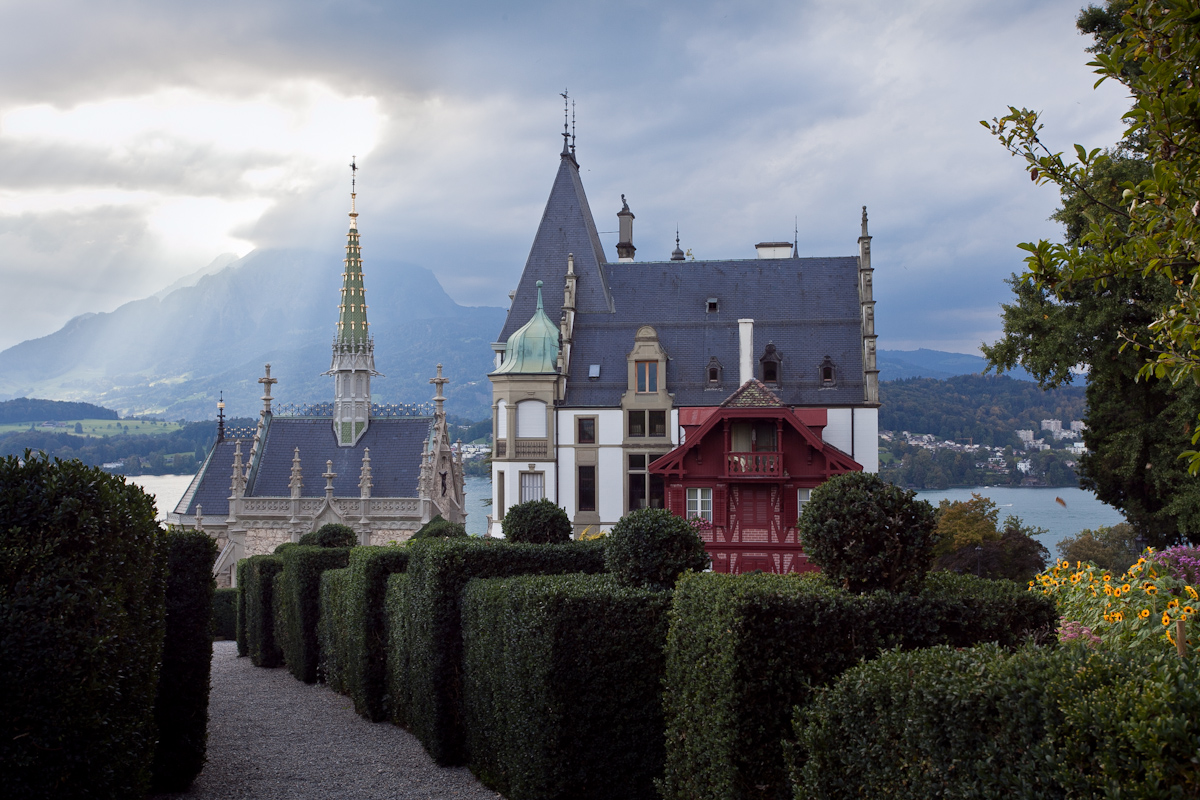

梅根（德語：Meggen）是瑞士的城鎮，位於該國中部，由琉森州負責管轄，面積7.28平方公里，四成半土地是農業用地，海拔高度479米，2011年人口6,697，人口密度每平方公里920人。

## 外部連結
- Photos of Meggen at Flickr （页面存档备份，存于）